# Media Player Classic
A Media Player Classic (MPC) egy kisméretű médialejátszó 32 és 64 bites Microsoft Windows operációs rendszerekre. A program a régi, kis erőforrás-igényű Windows Media Player 6.4 kinézetét másolja, azonban emellé a modern médialejátszókban megtalálható legtöbb beállítási lehetőséget és funkciót is biztosítja. A Media Player Classic és annak forkjai a K-Lite Codec Pack és Combined Community Codec Pack kodekcsomagok alapértelmezett médialejátszói.
A Media Player Classicot egy Gabest nevű programozó hozta létre és tartotta karban. Kezdetben zárt forráskódú alkalmazásként volt fejlesztve, azonban később a GNU General Public License feltételei alatt szabad szoftverként terjesztették. Az MPC-t a SourceForge.net guliverkli projektje alatt tették közzé, amely Gabest munkáinak egyfajta ernyőszervezete.
A projektet mára elsősorban a Doom9 fórum közössége tartja karban. A jelenleg aktív fork Media Player Classic - Home Cinema névre hallgat.

## Funkciói

### Támogatott formátumok
A Media Player Classic bárminemű szoftver vagy kodek telepítése nélkül képes lejátszani a VCD-, az SVCD-, és a DVD-lemezeket. Az MPC-nek beépített kodekei vannak az MPEG-2 videóhoz (felirat támogatással), illetve az LPCM, az MP2, a 3GP, az AC-3 és DTS audioformátumokhoz. Az MPC ezek mellett egy javított MPEG splittert is tartalmaz, amely a VCD/SVCD/XCD olvasójának köszönhetően támogatja a VCD- és SVCD-lemezek lejátszását. 2005. október 30-án Gabest *.mp4 és MPEG-4 Timed Text támogatást adott szoftveréhez. Egy ideig egy AAC dekódolószűrő is az MPC része volt.

### DirectShow
A Media Player Classic elsősorban a DirectShow architektúrára épül, így automatikusan a telepített DirectShow dekódolószűrőit használja. Az ffdshow (vagy más) nyílt forráskódú DirectShow dekódolószűrő telepítése után az MPEG-4 ASP, a H.264 és a Flash Video formátumok gyors és jó minőségű dekódolása és utómunkálata is elérhetővé válik az MPC-ben. Az MPC-HC közvetlenül, az ffdshow telepítése nélkül is képes lejátszani ezen formátumokat.
Az MPC DXVA hardveres gyorsítás támogatást nyújt az újabb Intel, NVIDIA vagy AMD videókártyákhoz a H.264 vagy a VC-1 kodekek használata során.
A DirectShow mellett az MPC a telepített QuickTime, RealPlayer vagy SHOUTcast kodekekel és szűrőkkel azok natív fájltípusait is képes lejátszani. Az MPC felismeri a telepítési könyvtárába helyezett INI fájlt.

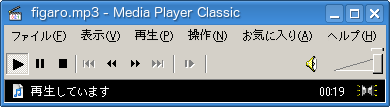
Japán nyelvű Media Player Classic 6.4.8.3 audiolejátszás közben (Wine-ban emulálva)

### Matroska és Ogg konténerek
A Media Player Classic támogatja az OGM és Matroska konténerformátumok natív lejátszását, habár az OGM audiolejátszást korlátozza a CoreVorbis DirectShow-szűrő támogatásának hiánya, amely elsősorban az újabb, 2006 és az után létrehozott OGM fájlokra van hatással.

### TV tunerek
Az MPC egy támogatott TV tuner megléte esetén képes a televíziós műsorok lejátszására és felvételére.

## Verziók
A Media Player Classic fejlesztésének 2006 májusi lendületvesztése miatt számos bug javítatlanul maradt. A Doom9 fórum közössége azóta két fő irányba vitte tovább a projektet. A Media Player Classic 6.4.9.1 elnevezésű fork a bugok kijavítására és az elavult programkönyvtárak frissítésére jött létre, azonban ezen ág fejlesztése inaktívvá vált. A másik változat, a Media Player Classic - Home Cinema (MPC-HC) az új funkciók hozzáadását, valamint a bugok javítását és a könyvtárak frissítését célozza meg. Gabest, az eredeti verzió legfőbb fejlesztője 2007 márciusában kijelentette, hogy a Media Player Classic fejlesztése nem állt le, azonban ő már nem tud tovább dolgozni rajta.

### Media Player Classic - Home Cinema
Az MPC-HC fejlesztői számos hasznosnak bizonyult funkcióval frissítették az eredeti lejátszót, így a tearing eltávolításának lehetőségével, újabb videodekódolók hozzáadásával (H.264, VC-1 és MPEG-2, DirectX Video Acceleration támogatással), az Enhanced Video Renderer támogatásával, illetve számos bug kijavításával bővítve azt. A Media Player Classic - Home Cinemából 64 bites verzió is elérhető a Windows x64 platformokra.
Az 1.4.2499.0 verzió megjelenésével az MPC-HC lett valószínűleg az első médialejátszó, amely támogatja a színkezelést. Az 1.6.6.6735 (fceef5c) béta verziótól az MPC-HC mindkét kiadástípusa digitálisan alá van írva.
A SourceForge-on megjelenő stabil kiadások mellett az úgynevezett nightly buildek (éjszakai fordítás) is nyilvánosan elérhetőek. Az MPC-HC-t PortableApps formátumban is terjesztik.

### Media Player Classic - Black Edition
Az MPC-BE egy MPC és MPC-HC alapú fork, amelyet elsősorban orosz fejlesztők tartanak karban.